# Образ уз образ: Новогодишњи специјал (филм из 1991)
Образ уз образ: Новогодишњи специјал је југословенски телевизијски мјузикл филм из 1991. године. Режирали су га Здравко Шотра и Слободан Шуљагић а сценарио су написали Синиша Павић, Милан Шећеровић и Здравко Шотра.

## Улоге
| Глумац                 | Улога  |
| ---------------------- | ------ |
| Милена Дравић          | Милена |
| Драган Николић         | Драган |
| Анита Манчић           | Анита  |
| Бранимир Брстина       | Брки   |
| Марко Николић          | Марко  |
| Драгомир Чумић         | Драго  |
| Ашен Атаљанц           |        |
| Момчило Бајагић Бајага | Бајага |
| Лепа Брена             | Брена  |
| Константин Костјуков   |        |
| Стефан Миленковић      | Стефан |
| Викторија              |        |
| Слободан Живојиновић   | Боба   |